# Liste der Bodendenkmale in Dannewerk
In der Liste der Bodendenkmale in Dannewerk sind die Bodendenkmale der Gemeinde Dannewerk nach dem Stand der Bodendenkmalliste des Archäologischen Landesamts Schleswig-Holstein von 2016 aufgelistet.
Die Kulturdenkmale sind in der Liste der Kulturdenkmale in Dannewerk aufgeführt.
| Denkmal-ID           | Befundart           | Bezeichnung                                          | Zeitstellung                 | Lage | Bemerkungen | Bild |
| -------------------- | ------------------- | ---------------------------------------------------- | ---------------------------- | ---- | --- | ---- |
| aKD-ALSH-Nr. 003 762 | Befestigung > Wall  | Landwehr/Wall/Schanze/Panzergraben                   | Frühmittelalter              |      | Komplex aus Danewerk mit Krummwall, Hauptwall, Nordwall und Verbindungswall sowie Haithabu mit Halbkreiswall, Hafen, Hochburg, Südsiedlung und Südgräberfeld |      |
| aKD-ALSH-Nr. 003 762 | Befestigung > Burg  | Burg/Motte/Ringwall/Turmhügel „Thyraburg“            | Frühmittelalter              |      | Komplex aus Danewerk mit Krummwall, Hauptwall, Nordwall und Verbindungswall sowie Haithabu mit Halbkreiswall, Hafen, Hochburg, Südsiedlung und Südgräberfeld |      |
| aKD-ALSH-Nr. 003 762 | Befestigung > Wall  | Landwehr/Wall/Schanze/Panzergraben „Margarethenwall“ | Frühmittelalter              |      | Komplex aus Danewerk mit Krummwall, Hauptwall, Nordwall und Verbindungswall sowie Haithabu mit Halbkreiswall, Hafen, Hochburg, Südsiedlung und Südgräberfeld |      |
| aKD-ALSH-Nr. 003 762 | Befestigung > Wall  | Landwehr/Wall/Schanze/Panzergraben                   | Frühmittelalter              |      | Komplex aus Danewerk mit Krummwall, Hauptwall, Nordwall und Verbindungswall sowie Haithabu mit Halbkreiswall, Hafen, Hochburg, Südsiedlung und Südgräberfeld |      |
| aKD-ALSH-Nr. 003 762 | Befestigung > Wall  | Landwehr/Wall/Schanze/Panzergraben „Danewerk“        | Frühmittelalter              |      | Komplex aus Danewerk mit Krummwall, Hauptwall, Nordwall und Verbindungswall sowie Haithabu mit Halbkreiswall, Hafen, Hochburg, Südsiedlung und Südgräberfeld |      |
| aKD-ALSH-Nr. 003 762 | Befestigung > Wall  | Landwehr/Wall/Schanze/Panzergraben „Danewerk“        | Frühmittelalter              |      | Komplex aus Danewerk mit Krummwall, Hauptwall, Nordwall und Verbindungswall sowie Haithabu mit Halbkreiswall, Hafen, Hochburg, Südsiedlung und Südgräberfeld |      |
| aKD-ALSH-Nr. 003 762 | Befestigung > Wall  | Landwehr/Wall/Schanze/Panzergraben „Nordwall“        | Frühmittelalter              |      | Komplex aus Danewerk mit Krummwall, Hauptwall, Nordwall und Verbindungswall sowie Haithabu mit Halbkreiswall, Hafen, Hochburg, Südsiedlung und Südgräberfeld |      |
| aKD-ALSH-Nr. 003 763 | Grabmal > Grabhügel | Grabhügel                                            | Vor- und/oder Frühgeschichte |      | |      |
| aKD-ALSH-Nr. 003 764 | Grabmal > Grabhügel | Grabhügel „Tweebargen“                               | Vor- und/oder Frühgeschichte |      | |      |
| aKD-ALSH-Nr. 003 765 | Grabmal > Grabhügel | Grabhügel „Tweebargen“                               | Vor- und/oder Frühgeschichte |      | |      |
| aKD-ALSH-Nr. 003 766 | Grabmal > Grabhügel | Grabhügel                                            | Vor- und/oder Frühgeschichte |      | |      |
| aKD-ALSH-Nr. 003 767 | Altweg              | Weg/Furt/Wasserstraße/Hafen „Ochsenweg“              | Vor- und Frühgeschichte      |      | |      |